# What If (Lied)
What If ist ein Lied, das von der englischen Schauspielerin Kate Winslet aufgenommen wurde. Im November 2001 wurde es als Single veröffentlicht und in dem animierten Film Ein Weihnachtsmärchen verwendet, der auf dem klassischen Roman A Christmas Carol von Charles Dickens beruht.
Geschrieben und produziert von Steve Mac folgt die Ballade What If dem Thema des Filmes. Das Lied ist das erste und einzige veröffentlichte musikalische Werk der offiziellen Filmmusik.

## Hintergrund
Die Zeitung Daily Mirror berichtete, dass Winslet die Single aufgenommen habe, um den ersten Platz der englischen Weihnachtscharts 2001 zu erreichen. Das Lied stieg jedoch nur auf Platz 6 in die Charts ein und wurde durch Robbie Williams und Nicole Kidman mit deren Version des Liedes Somethin’ Stupid geschlagen. In die irischen Charts stieg What If am 7. Dezember 2001 auf Platz 1 ein und verdrängte dadurch die irische Fernsehpuppe Dustin mit seiner Version von Sweet Caroline. Dort verblieb es für weitere vier Wochen. Auch in Österreich und Belgien (Flandern) schaffte es das Lied auf Platz 1. In Deutschland, der Schweiz und den Niederlanden war es unter den Top 10. Im Jahre 2002 gewann es den OGAE Song Contest (französisch Organisation Générale des Amateurs de l’Eurovision).
Auf Winslets Wunsch wurden die Erlöse der Single an das NSPCC (englisch National Society for the Prevention of Cruelty to Children) sowie das Sargent Cancer Care for Children gestiftet.
Trotz des großen Erfolges ihres Songs lehnte Winslet eine weitere Musikkarriere ab.

## Musikvideo
Das begleitende Musikvideo, in der Regie von Paul Donnellon und produziert von Chris Horton, zeigt neben Ausschnitten aus dem Film, wie Winslet um ein altes viktorianisches Haus spaziert.

## Chartplatzierungen
| ChartsChartplatzierungen     | Höchstplatzierung | Wochen |
| ---------------------------- | ----------------- | ------ |
| Deutschland (GfK)            | 6 (20 Wo.)        | 20     |
| Österreich (Ö3)              | 1 (18 Wo.)        | 18     |
| Schweiz (IFPI)               | 4 (28 Wo.)        | 28     |
| Vereinigtes Königreich (OCC) | 6 (18 Wo.)        | 18     |

## Weitere Interpreten
2004 wurde von Ronny V feat. Nanda eine Dance-Version des Songs herausgebracht.
Im Jahre 2008 ergänzte Rhydian Roberts, der Finalist von X Factor 2007, sein erstes Album Rhydian mit einem Duett gemeinsam mit der amerikanischen Sängerin und Broadway-Schauspielerin Idina Menzel.
Olivia Archbold, die Halbfinalistin des Jahres 2010 der Castingshow Britain’s Got Talent, sang dieses Lied. Dank ihres Auftritts stieg What If am 6. Juni 2010 wieder auf Platz 76 in die britische Single-Hitliste ein.